# Кортні Джонсон (ватерполістка)
Кортні Джонсон (англ. Courtney Johnson, 7 травня 1974) — американська ватерполістка.
Срібна призерка Олімпійських Ігор 2000 року.